# فيكتوريا سنو
فيكتوريا سنو هي ممثلة كندية، ولدت في 1950 م.

## وصلات خارجية
- فيكتوريا سنو على موقع IMDb (الإنجليزية)
- فيكتوريا سنو على موقع ألو سيني (الفرنسية)
- فيكتوريا سنو على موقع أول موفي (الإنجليزية)
- فيكتوريا سنو على موقع قاعدة بيانات الأفلام السويدية (السويدية)
- فيكتوريا سنو على موقع قاعدة بيانات الفيلم (الإنجليزية)